# كلاتة محمد حسين خان (باقران)
كلاتة محمد حسين خان (بالفارسية: کلاته محمدحسین خان) هي مستوطنة تقع في إيران في قسم باقران الريفي. يقدر عدد سكانها بـ 18 نسمة .